# 印度共产党（马列）党团结中央组织委员会
印度共产党（马克思列宁主义）党团结中央组织委员会（英語：Central Organising Committee, Communist Party of India (Marxist–Leninist)  Party Unity），简称印共（马列）党团结（CPI (ML) Party Unity）或党团结，是印度共产主义政党，印度共产党（毛主义）的前身之一。。那拉扬·桑亚尔是党的总书记。《党团结》（Party Unity）是党的正式出版物。
该党的活动集中于比哈尔邦中部地区，如杰哈纳巴德、加雅縣、奧蘭加巴德縣、帕拉木县、那烂陀寺和纳瓦达等地。也活动于西孟加拉邦、安德拉邦和旁遮普邦。

## 历史
该党成立于1982年，由那拉扬·桑亚尔（比哈尔邦）和Bhowani Roy Chowdhury（西孟加拉邦）领导的印共（马列）团结组织（CPI (ML) Unity Organisation）以及M. Appalasuri领导的印度共产党（马列）中央组织委员会一派合并而成。印共（马列）团结组织于1978年由一群纳萨尔派在杰哈纳巴德-帕拉木地区（Jehanabad-Palamu area）建立，他们已在1977年从监狱中释放。该党是由印共（马列）的一些原成员组成的。
该党与Vinayan博士（一位前社会主义群众领袖）一起发起了群众组织工农斗争协会。该党有效地发挥了作为工农斗争协会武装翼的作用。该党设法让Bhoomi Sena（Kurmi种姓准军事力量）正式向工农斗争协会投降。1986年，工农斗争协会被取缔。最终Vinayan博士和该党之间发生了分裂，Vinayan博士的工农斗争协会派系在1987年谴责了该党。 党统一推出了Mazdoor Kisan Sangram Parishad作为其新的农民阵线。
该党在比哈尔邦设有武装“红卫兵”。该党参与了与地主私人军队（被称为“西纳斯”（senas））的暴力对抗。该党的其他群众组织包括人民斗争阵线（Lok Sangram Morcha）、人民解放委员会（Jan Mukti Parishad）和比哈尔妇女组织（Bihar Nari Sangathan）。人民解放委员会在比哈尔组织了夺取土地的行动，该组织声称已经重新分配了该邦5000英亩的土地。通过其夺地斗争，该党与其口号“夺取土地，夺取作物”（jameen jabtee，fasal jabtee）相关联。1997年12月1日，湿婆军（Ranvir Sena）袭击了该党据点Lakshmanpur-Bathe，造成63名低种姓人员死亡。
该党经常与其他在比哈尔邦的左翼团体发生冲突。它与印度共产党（马列）解放争取控制杰哈纳巴德县的Kurtha和Makdampur地区。印共（马列）解放声称党统一杀害了其82名追随者， 而该党声称印共（马列）解放已经杀死了其65名干部。在该党和毛主义共产主义中心之间的冲突中，有50人遇害。该党与毛主义共产主义中心之间的冲突在加雅地区最为激烈，如Tekari、Konch和Belaganj。
1980年代，工农斗争协会和印共（马列）解放在与Bhoomi Sena和国家镇压的斗争中进行了合作。双方共同创立了统一反镇压阵线（Daman Virodhi Sanyukt Morcha）。 1986年阿瓦尔屠杀（Arwal massacre）之后，两个团体在比哈尔立法议会外组织了一次历史性的盖拉。该党在吉哈纳巴德县犯下两起惨案，杀死三十名印共（马列）解放的追随者后，印共（马列）解放在1988年切断了与该党的所有联系。1993年，全印人民抵抗论坛（All India People's Resistance Forum）成立，这是一个合法组织，由该党、毛主义共产主义中心和印度共产党（马列）人民战争共同发起，并作为三个团体的中产阶级选区活动协调中心。
1998年8月11日，并入印度共产党（马列）人民战争。合并是双方为期五年的谈判进程的结果。合并后，人民战争集团在印度北部站稳了脚跟。

## 主张
该党主张土地革命和持久人民战争。进行武装斗争，主张袭击上层种姓，作为动员达利特进行土地改革的手段。该党谴责参与选举。
党的一次代表大会于1987年举行。大会就党的任务发表了以下声明：“我们正在通过群众抵抗来应对国家日益增多的武装冲击，但是小队也必须逐步参加这一抵抗。在没收地主的所有土地和建立游击区的前夕，小队的活动将成为人民抵御国家武装袭击的主要方面。“